# ソマリ語の音韻論
この記事ではソマリ語の音韻論を説明する。

## 子音
一般的なソマリ語には22の子音音素がある。その子音は国際音声字母表の発音のあらゆる調音点にわたるが、これらの区別のすべてが音韻的であるわけではない。
|          | 両唇音 | 両唇音 | 唇歯音 | 唇歯音 | 歯音 | 歯音 | 歯茎音 | 歯茎音 | 後部歯茎音 | 後部歯茎音 | そり舌音 | そり舌音 | 硬口蓋音 | 硬口蓋音 | 軟口蓋音 | 軟口蓋音 | 口蓋垂喉頭蓋音 | 口蓋垂喉頭蓋音 | 咽頭音 | 咽頭音 | 声門音 | 声門音 |
| -------- | ------ | ------ | ------ | ------ | ---- | ---- | ------ | ------ | ---------- | ---------- | -------- | -------- | -------- | -------- | -------- | -------- | -------------- | -------------- | ------ | ------ | ------ | ------ |
| 鼻音     | [m]    | [m]    |        |        |      |      | [n]    | [n]    |            |            |          |          |          |          |          |          |                |                |        |        |        |        |
| 破裂音   |        | [b]    |        |        | [t̪]  | [d̪]  |        |        |            |            |          | [ɖ]      |          |          | [k]      | [ɡ]      | [q͡ʡ]           |                |        |        | [ʔ]    |        |
| 破擦音   |        |        |        |        |      |      |        |        | [tʃ]       |            |          |          |          |          |          |          |                |                |        |        |        |        |
| 摩擦音   |        |        | [f]    |        |      |      | [s]    |        | [ʃ]        |            |          |          |          |          | [x~χ]    |          |                |                | [ħ]    | [ʕ]    | [h]    |        |
| ふるえ音 |        |        |        |        |      |      | [r]    | [r]    |            |            |          |          |          |          |          |          |                |                |        |        |        |        |
| 接近音   |        |        |        |        |      |      | [l]    | [l]    |            |            |          |          | [j]      | [j]      | [w]      | [w]      |                |                |        |        |        |        |

/ɖ/ は有声そり舌破裂音である。いくらかの話者には入破音の性質があると言う音声学者もいる。それは母音間でときどきはじき音 [ɾ] として実現される。
無声閉鎖音 /t/ および /k/ は常に有気音である。
無声口蓋垂摩擦音 /χ/ はしばしば [x] すなわち無声軟口蓋摩擦音として発音される。この音素がある語は全て、アラビア語からの借用語である。それらは、閉鎖音 /ɢ/ と入れ替えることによって「ソマリ語化」されることがある。
有声咽頭摩擦音 /ʕ/ には、きしみ声があることがある。
/r/ はしばしば息もれ声を伴って発音され、部分的に無声化することがある。母音の間で、これは一回のたたき音であることがある。

## 母音
ソマリ語には母音の長さだけでなく息もれ声と力み声で弁別される五つの母音の発音がある。母音が長母音になるとき、母音の質にはほとんど変化がない。
また、五つの二重母音に、前舌で発されるものと後舌で発されるもの、長母音の型のものと短母音の型のものとがある。ただし、 後舌の系列では出現しない /ɞi/ を除く。
|                                             | 前舌系列 | 前舌系列 | 後舌系列 | 後舌系列 |
|                                             | 短       | 長       | 短       | 長       |
| ------------------------------------------- | -------- | -------- | -------- | -------- |
| 非円唇前舌狭母音 / 非円唇前舌め広めの狭母音 | [i]      | [iː]     | [ɪ]      | [ɪː]     |
| 非円唇前舌半狭母音 / 非円唇前舌半広母音     | [e]      | [eː]     | [ɛ]      | [ɛː]     |
| 非円唇前舌狭めの広母音 / 非円唇後舌広母音   | [æ]      | [æː]     | [ɑ]      | [ɑː]     |
| 円唇中舌半広母音 / 円唇後舌半広母音         | [ɞ]      | [ɞː]     | [ɔ]      | [ɔː]     |
| 円唇中舌狭母音 / 円唇後舌狭母音             | [ʉ]      | [ʉː]     | [u]      | [uː]     |

| 最初の要素が前舌 | 最初の要素が前舌 | 最初の要素が後舌 | 最初の要素が後舌 |
| 短               | 長               | 短               | 長               |
| ---------------- | ---------------- | ---------------- | ---------------- |
| [æi]             | [æːi]            | [ɑɪ]             | [ɑːɪ]            |
| [æʉ]             | [æːʉ]            | [ɑu]             | [ɑːu]            |
| [ei]             | [eːi]            | [ɛɪ]             | [ɛːɪ]            |
| [ɞi]             | [ɞːi]            | [ɔɪ]             | [ɔːɪ]            |
| [ɞʉ]             | [ɞːʉ]            | [ɔu]             | [ɔːu]            |

## 声調
必要に応じて、ソマリ語の文書で声調を示すための慣習は以下のとおりである:
- アキュート・アクセント（á）― 高い声調
- グレイヴ・アクセント（à）低い声調
- サーカムフレックス（â）下降する声調

長母音の声調は、最初の母音字に示される。
ソマリ語では、声調の体系は語彙的というよりもむしろ文法的な違いを弁別する。差異は単数と複数、男性と女性を含む。その一例は ínan（男の子）と inán（女の子）である。これは英語では語彙的な違いとして現れるが、事実、daméer（オスロバ）dameér（メスロバ）のように語の違いを区別する男女の型の一部である。ただし、標準ソマリ語では Dameer（オス）、Dameerad（メス）である。
ソマリ語の声調の問題は何十年も議論されてきた。現代における合意は以下のとおりである:
ソマリ語では、声調を担う構成単位は音節の母音というよりもむしろ拍（モーラ）である。長母音または二重母音は2つの拍から成り、2つの声調を担うことができる。各々の拍は、高い声調か低い声調に定められる。高い声調は一語につき一つだけ現れ、それは最後の拍か最後から2番目の拍になければならない。接辞は高い声調を持たない。（これらは、前置詞、主格と目的格の接辞的代名詞、非人称主格代名詞、焦点標識を含む。）したがって、三つの「アクセントのパターン」が語根に存在する。
音声的には、三つの声調（高い、低い、下降する）がある。規則は次のとおり:
1. 長母音または二重母音においては、一連の高-低は下降する声調として実現される。
2. 長母音または二重母音においては、一連の低-高は高-高として実現される。（時折、それは上昇する声調にもなる。）

この声調の使用はピッチアクセントとして記述される場合がある。これはオロモ語のそれに類似している。
強勢は声調と関係がある。高い声調は強い強勢を持ち、下降する声調は弱い強勢を持ち、低い声調は強勢を持たない。

## 音素配列論
ソマリ語の音節構造は(C)V(C)である。
語根形態素は普通、一音節か二音節の構造を持つ。
2つの子音からなる子音群は語頭あるいは語末には現れない。すなわち、音節境界だけに現れる。以下の子音は長子音になりうる: /b/、/d/、/ɖ/、/ɡ/、/ɢ/、/m/、/n/、/r/、/l/。以下は長子音になりえない: /t/、/k/、摩擦音。
2つの母音が一緒に音節境界に現れることはない。したがって、音挿入、例えば [j] や [ʔ] が挿入される。
/tʃ/ は本来のソマリ語の音節末には出現しないが、アラビア語からの借用語には出現する。

## 音韻過程

### 異音
- 有声閉鎖音(/b/、/d/、/ɡ/、/ɢ/) は語頭と語末で無声化する。母音間でそれらは摩擦音になる。
- 無声閉鎖音 /t/ /k/ は音節末で [d] [ɡ] として実現される。
- /m/ は音節末で [n] として実現される。アラビア語からの借用語、たとえばペン قلم "qalim"、 ابراهيم ibraahiim, آدم Aadam はソマリ語では、Qalin、Ibraahiin、Aadan となる。
- /tʃ/は正しい自由異音として [tʃ] と [dʒ] のどちらもあるようである。
- 母音間で /h/ は通常有声化して [ɦ] になる。
- 全ての母音は鼻音子音の前か後で鼻音化する。

### 音挿入
母音が語頭に出現するとき、声門閉鎖音（[ʔ]）がその前に挿入される。

### 母音省略
(C)VCVCV の形をとり、かつ第2母音が短い3音節語根は、この母音が省略されて (C)VCCV になる。ただしその結果 /t/ あるいは /k/ が音節末に出現したり、長子音となったりする場合は除く。

### 連音
ある一定の形態素に、音韻の変化が形態素の境界で生じる（連声）。同化または母音省略がありうる。起こりうる珍しい変化の一つは /lt/ が [ʃ] になることである。
融合も起こることがある。 これは語が結合する外見上の連声の一種であり、母音脱落のような音韻過程を経る。ソマリ語においてそれはあるときは義務的であり、あるときは文体による。

### 母音調和
語根には前舌・後舌による母音調和がある。母音調和には、語の長さを超えて起こるものもあり、「調和グループ」として知られる。

## 韻律
イントネーションは、話者の態度や感情は伝達するかもしれないが、（上述の声調とは対照的に）文法的情報はもたらさない。